# Gabriela Manssur

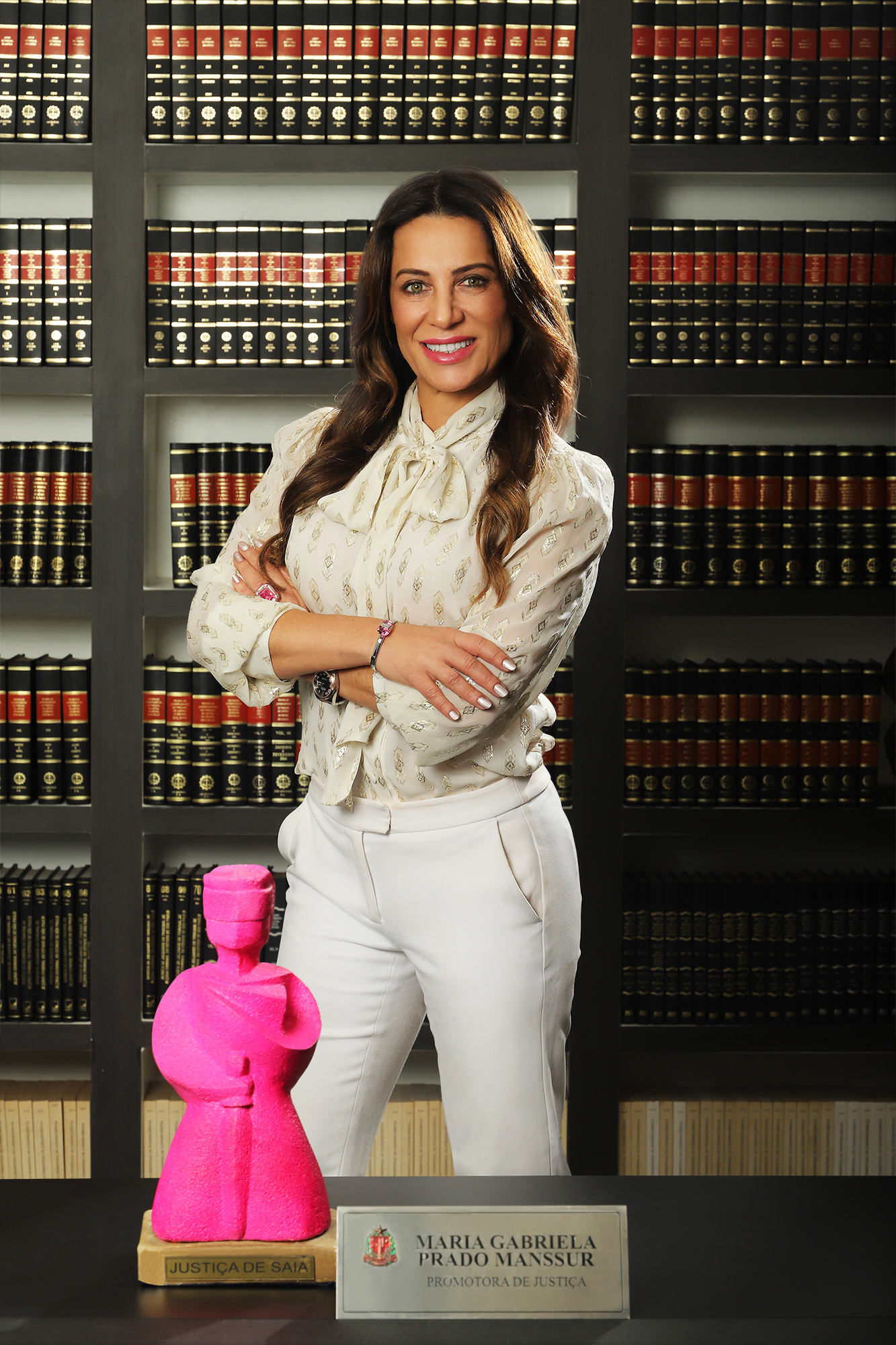
Gabriela Manssur

Gabriela Manssur, é uma jurista e advogada brasileira. 
Promotora de Justiça, Manssur é especialista e referência em violência contra a mulher, integrou o Conselho Nacional do Ministério Público a Comissão dos Promotores de Justiça e a Coordenadoria Estadual da Mulher em Situação de Violência Doméstica e Familiar do Poder Judiciário de São Paulo. Além disso, é fundadora de diversas iniciativas sociais que atuam na prevenção e combate à violência contra a mulher como o projeto Tem Saída, que capacita e insere no mercado mulheres vítimas de violência doméstica, e o Tempo de Despertar, que trabalha com a ressocialização de homens que cometeram agressão contra mulheres. Está à frente dos projetos Instituto Políticas de Saia, Projeto Justiceiras, Movimento pela Mulher e Movimento Nacional de Mulheres do Ministério Público. Também é membro do Comitê Nacional Impulsionador HeForShe da ONU Mulheres. Em 2019, Gabriela Manssur foi eleita entre as 20 mulheres mais poderosas do país, pela revista Forbes. 
Um dos casos mais famosos que Gabriela Manssur atuou foi no caso de João de Deus, líder espiritual que atuava em Goiás, condenado por assédio sexual depois que o Ministério Público recebeu mais de 500 denúncias de mulheres em diversos países.

## Biografia
Gabriela vem de uma família que trabalha na área do direito e cresceu nos escritórios de advocacia: sua irmã é juíza e também luta pelo direito das mulheres no Brasil, e sua mãe é a advogada e seu pai também. Se formou em Direito pela universidade Pontifícia Universidade Católica de São Paulo  e ingressou em segundo lugar no Ministério Público do Estado de São Paulo, onde exerce suas funções como Promotora de Justiça desde 2003. Mais tarde, ela se especializou em Violência Contra a Mulher na Universitá de Roma.
Ela começou a carreira como promotora em Embu-Guaçu, cidade com altos índices de violência contra a mulher. Depois, foi trabalhar em Taboão da Serra e com o tempo passou a observar certos padrões nas incidências desses crimes como a vergonha das vítimas de violência, a falta de acolhimento delas pelo sistema criminal e a masculinidade geradora de violência. Quando ela entrou para o Ministério Público, antes da Lei Maria da Penha, os casos desse tipo de violência não eram nem processos porque não havia inquéritos policiais para eles. Ou seja, a mulher que fazia a denúncia não obtinha nenhum tipo de resposta. Com a implantação da lei, em 2006, Gabriela começou a participar de reuniões, de projetos, e acabou se identificando com o assunto.
Em 2013, ela criou o Justiça de Saia, que inicialmente era apenas uma ação online em formato de blog onde ela relatava o dia a dia do seu trabalho e casos relevantes para sociedade. O projeto cresceu e se transformou em um instituto que engloba diversos projetos como auxílio jurídico, capacitação profissional e inserção no mercado de trabalho, recuperação da autoestima das vítimas e ressocialização de agressores.
Durante o período de quarentena, em 2020, Gabriela Manssur criou o primeiro sistema de atendimento à vítima multidisciplinar no Brasil: o Projeto Justiceiras. Com o distanciamento social e o isolamento em casa por conta da COVID-19, o quadro de abusos e violência doméstica aumentou consideravelmente, em um contexto em que a cada 5 minutos, o Brasil tem uma denúncia de agressão contra a mulher, o que chamou atenção para a necessidade de ações nesse sentido. Gabriela idealizou o Justiceiras e o comanda em parceria com a advogada Anne Wilians, fundadora do Instituto Nelson Wilians; e João Santos, nome à frente do Bem Querer Mulher. O projeto conta com voluntárias das áreas do direito, psicologia, medicina e assistência social.
Outro projeto de sucesso idealizado pela promotora é o Politicas de Saia, voltado especificamente para a violência contra mulher na política. A ideia de um trabalho focado em profissionais da política veio quando Gabriela passou a trabalhar em Brasília ao lado de parlamentares, candidatas e mulheres em cargos de liderança no geral e percebeu a necessidade de um levantamento de dados para diagnosticar qual o cenário politico atual para as mulheres brasileiras.
Gabriela Mansur conduziu grandes casos conhecidos do público, sendo o maior deles o caso de João de Deus, um líder espiritual condenado por uma série de abusos sexuais. O caso veio á tona na virada de 2018 para 2019 e foi ela quem recebeu as denúncias das primeiras vítimas. O jornalista e apresentador Pedro Bial a convidou para falar no programa em que o caso seria apresentado ao público e o que se seguiu foi uma série de denúncias. Segundo a promotora, esse foi "sem dúvida, o maior caso que eu já vi de abuso sexual, não só no Brasil, mas no mundo", contando com mais de 500 mulheres ouvidas em uma operação de força-tarefa que contou com o Ministério Público e a Polícia Civil de Goiás.

## Projeto Justiceiras
Desenvolvido durante a pandemia, onde as denúncias de violência doméstica aumentaram consideravelmente e muitas mulheres e meninas estavam isoladas com seus agressores, o Projeto Justiceiras é a primeira iniciativa de apoio multidisciplinar online do mundo, com mais de 10 mil vítimas atendidas e mais de 10 mil voluntárias cadastradas.

## Casos midiáticos
Gabriela Manssur é reconhecida por aproximar o poder público da população. É referência no combate à violência contra a mulher e especialista em Direitos das Mulheres. Já atuou em mais de 20 mil casos de violência contra a mulher e participou de casos famosos, como:
- Champinha
- João de Deus
- Jair Tércio
- Saul Klein
- Marcius Melhem
- Nabil Ghorayeb

E recebe diariamente denúncias sobre crimes cometidos contra mulheres no Brasil e no mundo.

## Projetos e leis
Com mais de 20 anos dedicados à defesa dos direitos das mulheres e combate à criminalidade, Gabriela Manssur tenta facilitar o acesso das vítimas aos canais de denúncias com suas iniciativas, projetos e leis apresentadas ao poder público.
Lugar de mulher é onde ela quiser, mas para que essa frase cumpra seu papel social é preciso fornecer ferramentas justas que permitam a cada mulher da sociedade brasileira ser e estar onde sentir que deve.
- Gabriela Manssur
O Projeto "Tempo de Despertar" foi pioneiro na promoção da ressocialização do agressor, com resultado positivo na diminuição da reincidência dos agressores, colaborando na prevenção do feminicídio. É um dos fundamentos da Lei Federal 19.984/20, que torna obrigatória a ressocialização dos agressores. Também deu origem à Lei "Tempo de Despertar", no Estado de São Paulo, Lei nº 16.659, de 12/01/2018. E nos Municípios de:
- Taboão da Serra, Lei nº 2229, de 08/09/2015.
- São Paulo, Lei nº 16.732, de 01/11/2017.
- Jundiaí, Lei nº 9154, de 2019.

E ao Projeto de Lei nº 160/2021, em Limeira.
Participou de audiências públicas, debates e pareceres para a aprovação das seguintes leis:
- Feminicídio
- Importunação sexual
- Stalking
- Violência psicológica
- Violência política contra as mulheres

É idealizadora do pacote anticrime de Violência contra a Mulher, que deu origem ao Pacto Nacional de Políticas Públicas de Prevenção e Combate à Violência Contra as Mulheres.

## Prêmios e reconhecimentos
- 2015: Vencedora da Medalha Laurita Ortega Mari, pela Câmara Municipal de Taboão da Serra. [14]
- 2015: Reconhecida como um das 24 Mulheres que Fazem a Diferença, pela revista Marie Claire.
- 2015: Reconhecida como umas das mulheres mais influentes no tema Empoderamento da Mulher, pelo Think Olga.
- 2015: Vencedora da Medalha Ruth Cardoso, pela Secretaria da Justiça e Cidadania de São Paulo.
- 2016: Título de Cidadã de Taboão da Serra – onde atuou como Promotora de Justiça de 2012 a 2016.
- 2017: Recebeu o Prêmio Mulher do Ano, em São Paulo.
- 2017: Vencedora do Diploma Mulher-Cidadã: Prêmio Carlota Pereira de Queirós, no Congresso Nacional.
- 2017: Medalha do Mérito Comunitário da Polícia Militar do Estado de São Paulo.
- 2018: Vencedora do Prêmio VIVA 2018, Pela Vida das Mulheres - Revista Marie Claire e Instituto Avon;
- 2018: Homenagem Mulheres de Destaque – pela Câmara Municipal de São Paulo.
- 2018: Vencedora do Prêmio Transformadores, pela Revista TRIP.
- 2018: Homenagem da ONG Bem Querer Mulher, pelo trabalho  em prol de mulheres vítimas de violência.
- 2019: Eleita entre as 20 Mulheres Mais Poderosas do Brasil, pela revista Forbes.[4]
- 2019: Finalista do Prêmio Marta Santiago, indicado pela Deputada Federal Tabata Amaral.
- 2019: Medalha “Lauro Ribas Braga” pelo Rotary Club de São Paulo.
- 2019: Vencedora do Prêmio Bertha Lutz, pelo Senado Federal.
- 2019: Prêmio Dra. Maria Imaculada Xavier da Silveira -  OAB/SP - Comissão da Mulher Advogada.
- 2019: Finalista do Prêmio Cláudia, na categoria Influenciadora Social.
- 2020: Convidada Especial do Governo Norte-Americano/ Consulado EUA para o Programa International Visitor Leadership Program - Washington sobre Violência contra a Mulher.
- 2021: Selo Comemorativo dos 130 anos do Ministério Público de Pernambuco.
- 2021: Medalha de Mérito Comemorativa 10 anos do Coordenação dos Juizados Especiais da Bahia.
- 2021: Vencedora do Prêmio Respeito e Diversidade com o Projeto Justiceiras, do Conselho Nacional do Ministério Público.
- 2021: 2º Lugar do Prêmio Mulheres Inspiradoras do UOL.
- 2022: Homenageada Brasil Premium - Profissionais Influentes do País - Belém do Pará.
- 2022: Vencedora do Prêmio Juíza Viviane do Amaral com o Projeto Justiceiras, do Conselho Nacional de Justiça.